# Julius Fürst (Maler)
Julius Fürst (* 4. April 1861 in Dänischenhagen; † 18. März 1938 in Kiel) war ein deutscher Maler, Zeichner und Grafiker.

## Leben

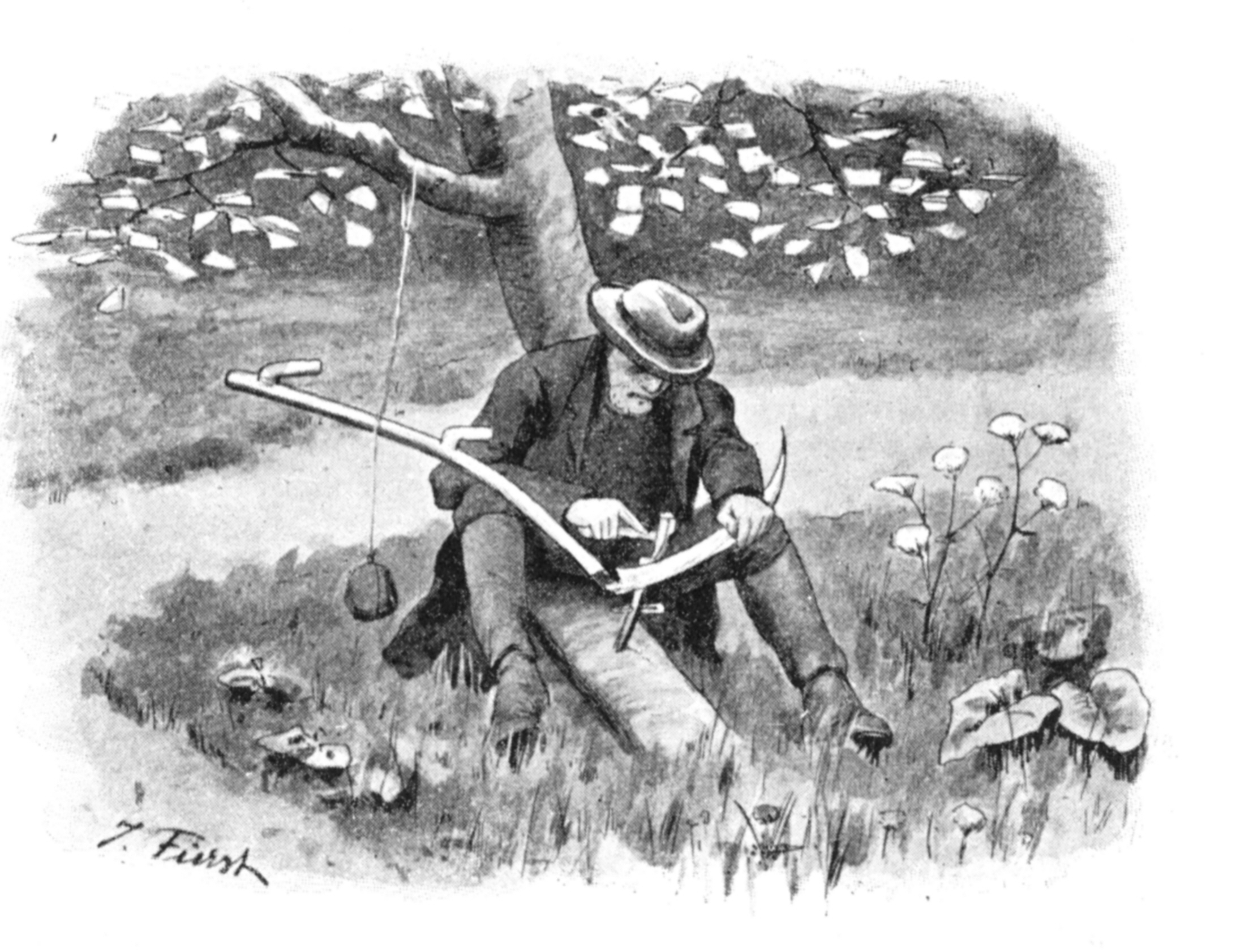
Sensenklopfer von Julius Fürst

Fürst begann seine Kunststudien bei dem Bildhauer und Medailleur Engelbert Pfeiffer in Hamburg. Von 1882 bis 1886 studierte er an der Berliner Kunstakademie. 1888 setzte er seine Studien bei Otto Seitz in München fort. Ab 1892 lebte er in Kiel. 1894 war er dort Gründungsmitglied der Schleswig-Holsteinischen Kunstgenossenschaft. 1903–1920 war er Vorsitzender des Schleswig-Holsteinischen Kunstvereins.

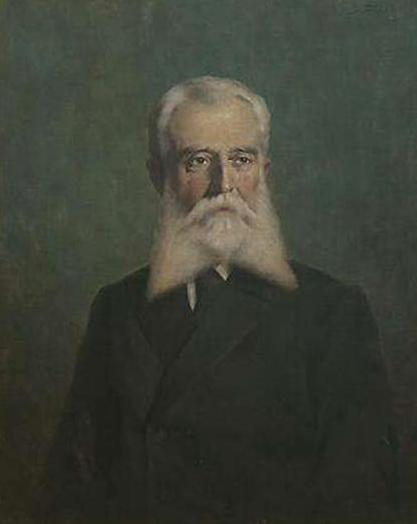
Geheimrat von Esmarch 1905

Er machte sich vor allem einen Namen mit Genrebildern und Porträts, häufig auch als Kopien älterer Werke. Besonders bekannt wurde ein Ölgemälde der führenden Berliner Salondame Prinzessin Henriette von Schleswig-Holstein. Häufig nahm Julius Fürst an Ausstellungen im Münchner Glaspalast teil. 1893 und 1914 beschickte er die Große Berliner Kunstausstellung. Für den Rathaussaal in Kiel schuf er Porträts des Schriftstellers Klaus Groth und des Geheimrats Friedrich von Esmarch. Das Buch über die Schleswig-Holsteinische Landeshymne Schleswig-Holstein meerumschlungen versah er mit seinen Illustrationen.
In Dänischenhagen und im Kieler Stadtteil Friedrichsort erinnert jeweils der Julius-Fürst-Weg an ihn.